# Виштица
Виштица (мкд. Виштица) је насеље у Северној Македонији, у северном делу државе. Виштица припада општини Липково.

## Географија
Виштица је смештена у северном делу Северне Македоније. Од најближег већег града, Куманова, насеље је удаљено 15 km југозападно.
Насеље Виштица је у западном делу историјске области Жеглигово. Насеље је положено у источном подножју Скопске Црне Горе, док се ка истоку пружа поље. Надморска висина насеља је приближно 560 метара.
Месна клима је континентална.

## Становништво
Виштица је према последњем попису из 2002. године имала 991 становника. 
Претежно становништво у насељу су Албанци (99%).
Већинска вероисповест је ислам.